# Ochrilidia beybienkoi
Ochrilidia beybienkoi är en insektsart som beskrevs av Cejchan 1969. Ochrilidia beybienkoi ingår i släktet Ochrilidia och familjen gräshoppor. Inga underarter finns listade i Catalogue of Life.